# Harai-goshi

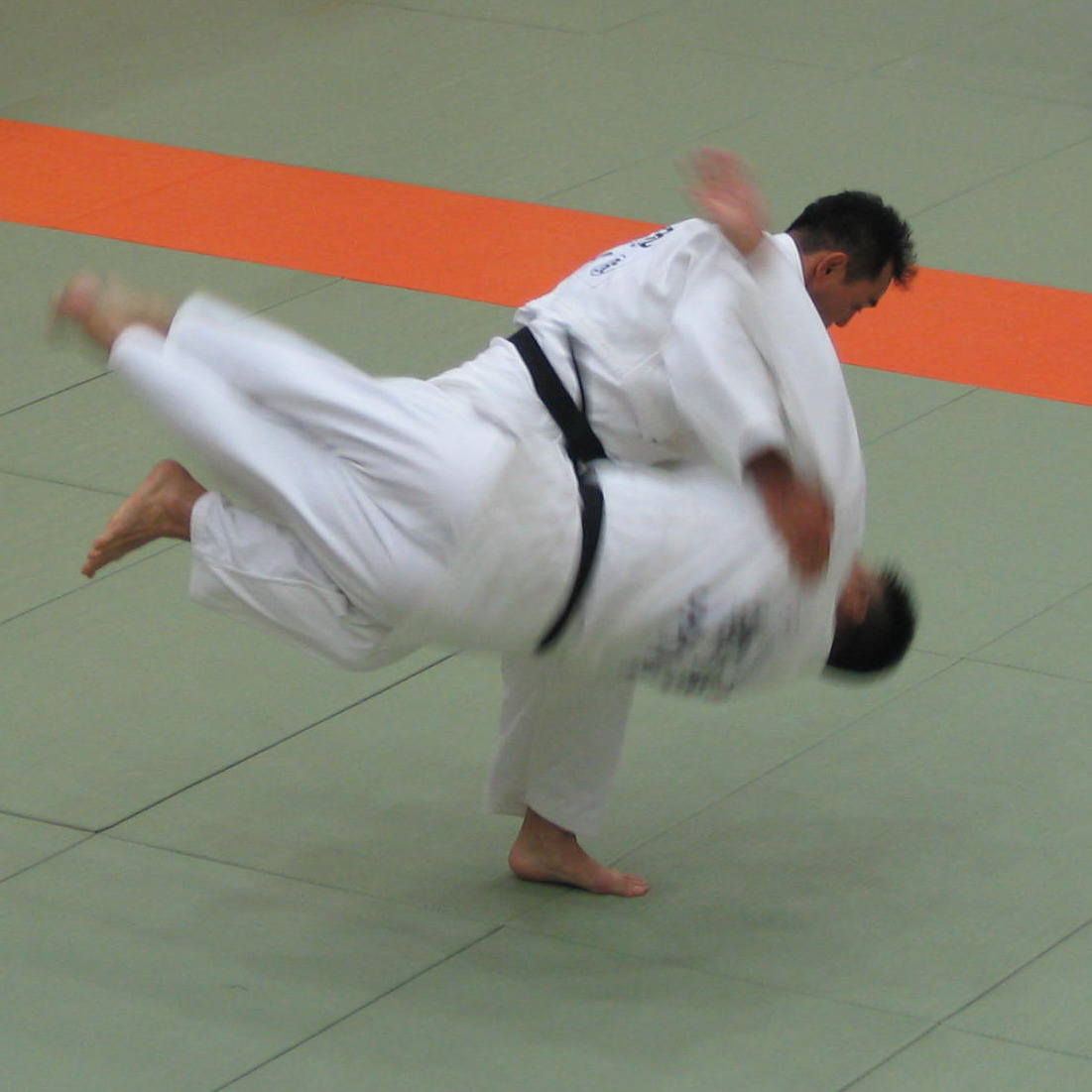
Une exécution de Harai-Goshi

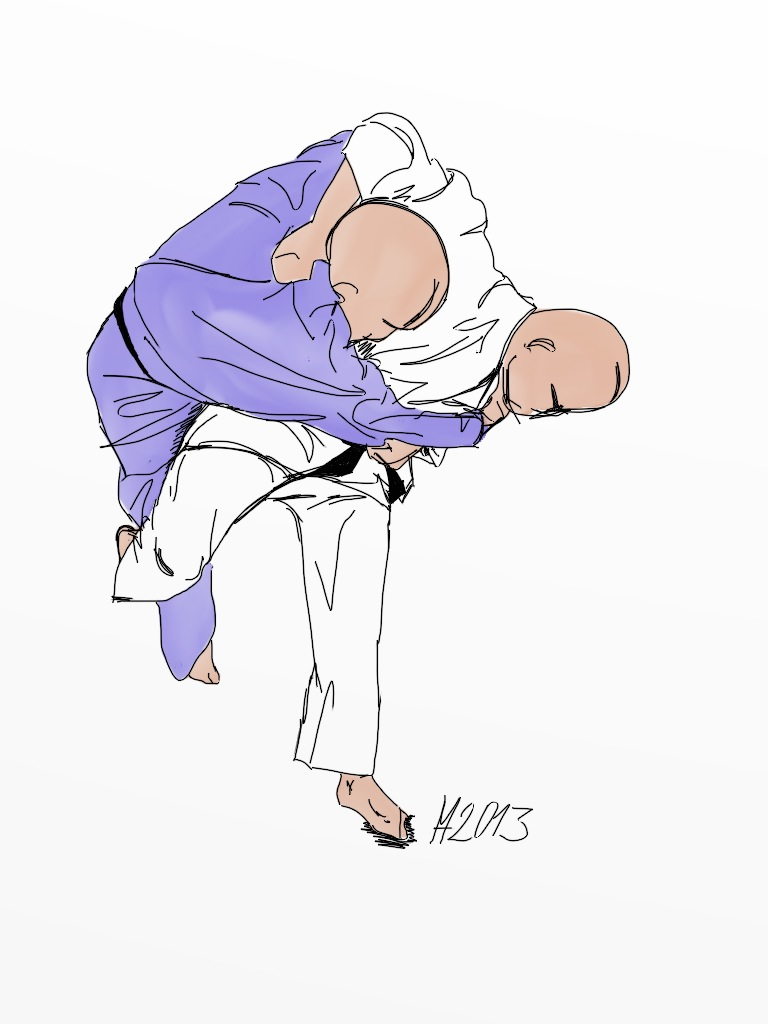
Exécution de Harai-Goshi

Harai-Goshi (hanche balayée, en japonais : 払腰) est une technique de projection du judo par utilisation de la hanche. 
Harai-Goshi est le 7e mouvement du 2e groupe du gokyo.
Dans la méthode Kawaishi, la technique Harai-Goshi est appelée la cinquième de hanche.

## Terminologie
Harai : balayer
Goshi : hanche

## Harai-Goshi dans leskata
Harai-Goshi est le second mouvement de la seconde série du nage-no-kata.
Harai-Goshi est le dixième mouvement du Gonosen no kata.

## Histoire d'Harai Goshi
Jigoro Kano était un spécialiste d'Uki Goshi et avait l'habitude de le pratiquer sur son élève  Shiro Saigo. Ce dernier était expert dans la manière d'esquiver n'importe quelle technique et finit par découvrir comment contrer uki goshi en surpassant (sautant). Jigoro Kano a alors eu l'idée de projeter Shiro Saigo en balayant ainsi la hanche avancée. Ce qui allait devenir Harai Goshi. On peut estimer la date de conception de la technique harai-goshi entre 1882, date de création du Kodokan dont Shiro Saigo fut l'un des premiers élèves et 1891, date de bannissement de Shiro Saigo pour infraction aux règles du judo kodokan à la suite d'une bagarre générale avec des sumotori.

## Formes similaires
Harai-Makikomi et Eri-Harai-Goshi peuvent être considérées comme des variantes d'Harai-Goshi.

## Spécialistes de harai-goshi
Parmi les spécialistes de harai-goshi, on compte : Guy Auffray, Jean-Luc Rougé, Bernard Tchoullouyan, Teddy Riner.

## Harai-Goshi dans la compétition
C'est avec cette prise de judo que Teddy Riner bat son adversaire sur ippon le 2 août 2024, obtenant sa 4e médaille d'or aux Jeux olympiques.

## Harai-Goshi dans la fiction
Harai-Goshi est pratiqué par John Wick dans John Wick Parabellum lors du combat au continental